# Вилхелм II Женевски
Вижте пояснителната страница за други личности с името Вилхелм II.
Вилхелм II (на немски: Wilhelm II; на френски: Guillaume II de Genève, * пр. 1185, † 25 ноември 1252) е граф на Женева от 1220 до 1252 г. от Дом Женева.

## Биография
Той е вторият син на граф Вилхелм I († 1195) и втората му съпруга Беатрис дьо Фосини († 1252). Сестра му Маргарита († 1252) е омъжена за Томас I Савойски.
Вилхелм участва през 1209 г. в Албигойския кръстоносен поход и се бие при обсадите на Безие и Каркасон. През 1220 г. последва полубрат си Хумберт, след като не зачита наследствените права на племенниците си. Той води война с граф Петер II Савойски, в чиято свита са синовете на Хумберт. Амадей IV Савойски изисква да сключат мирен договор. През 1242 г. Вилхелм трябва да даде обаче замък Аролд на Петер II Савойски.
Умира на 25 ноември 1252 година. Последван е от синът му Рудолф (ок. 1220 – 1265).

## Фамилия
Около 1220 г. се жени за Аликс дьо ла Тур-дю-Пен (пр. 1195 – 1256), дъщеря на Алберт II дьо ла Тур-дю-Пен. Те имат 8 деца, между тях:
- Рудолф († 29 май 1265), граф на Женева (1252 – 1265)
- Амадей († 1276), епископ на Ди (1245 – 1276)
- Роберт († 1287), епископ на Женева (1276 – 1287)